# Zarzyszcze
Zarzyszcze (ukr. Зарище) – wieś na Ukrainie w rejonie lwowskim (wcześniej w rejonie żółkiewskim) obwodu lwowskiego.
Znajduje się tu przystanek kolejowy Zariczczia, położony na linii Lwów – Rawa Ruska – Hrebenne.

## Historia
Pod koniec XIX w. przysiółek gm. Glińsko w powiecie żółkiewskim.

## Urodzeni
- Jan Bronisław Biesiadecki